# Уральський міський округ
Ура́льський міський округ (рос. Уральский городской округ) — адміністративна одиниця Свердловської області Російської Федерації.
Адміністративний центр та єдиний населений пункт — селище міського типу Уральський.
Населення міського округу становить 2431 особа (2018; 2444 у 2010, 2311 у 2002).